# Baltisches biografisches Lexikon digital
Das Baltische Biografische Lexikon digital (BBLd) ist ein digitales biografisches Nachschlagewerk, das Biografien von Deutsch-Balten und weiteren Persönlichkeiten, die für die Geschichte des Baltikums von Bedeutung sind, enthält. Es wird von der Baltischen Historischen Kommission herausgegeben. Grundlage ist das Deutschbaltische biographische Lexikon 1710–1960 von 1970, das inzwischen um zahlreiche weitere Biographien ergänzt wurde.

## Geschichte
Nachdem alle Biografien des Deutschbaltischen biographischen Lexikons mittels eines Texterkennungsprogramms digitalisiert und nachbearbeitet worden waren, ging die Website 2012 mit mehr als 3600 Kurzbiografien online. Diese werden im HTML- oder JPG-Format (Faksimile) angezeigt und können durchsucht werden. Im Zuge der Umstellung sollte die HTML-Version unter anderem auch um Biografien von Esten, Letten und Litauern erweitert werden, um statt eines deutsch-baltischen, ein baltisches Lexikon aufzubauen.
Inzwischen wurden zahlreiche neue Biografien oder Kurzinformationen zu natürlichen Personen ergänzt. Dazu wurden weitere Quellen wie die Erik-Amburger-Datenbank ausgewertet. Im Mai 2023 gab es 13.363 Biografien im BBLD.